# Sjötorp, Stenungsunds kommun
Sjötorp är en bebyggelse norr om Ödsmål i Stenungsunds kommun i Västra Götalands län. SCB avgränsade området från  2023 som en separat småort.